# Running with Scissors
Pour le livre, voir Augusten Burroughs#Mémoires.
Running With Scissors, Inc. couramment abrégé par son sigle RWS est un développeur de jeux vidéo américain basé en Arizona. Leur titre le plus connu est Postal², qui fut publiquement décrié par le sénateur Joe Lieberman et d'autres critiques pour son extrême violence.

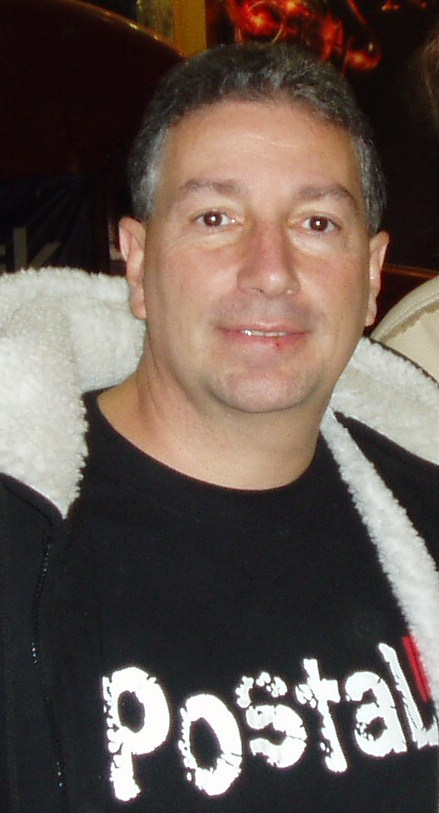
Vince Desi, le PDG de Running With Scissors.

La compagnie a été originellement créée sous le nom de Riedel Software Productions dans les années 1980 par Mike Riedel et Vince Desiderio. Le premier jeu de la compagnie fut Spy vs. Spy suivi d'autres jeux basés sur des licences pour enfants, comme Tom & Jerry et Bobby's World pour la Super Nintendo. Mais les développeurs semblant lassés de faire des jeux à licence pour enfants, changèrent le nom de leur studio en Running with scissors inc et annoncèrent le développement de Postal.
En avril 2003, ils sortirent une suite, Postal², avec Gary Coleman. Le jeu contenait beaucoup de blagues sur le sénateur Lieberman ainsi qu'une classe entière d'ennemis basés sur le même modèle, Oussama ben Laden.

## Histoire
- Début du développement de Postal, Janvier 1996
- Postal est annoncé, Mars 1997
- Postal est montré et jouable à l'E3 à Atlanta, Juin 1997
- Postal est officiellement sorti sur Windows et Mac, Novembre 1997
- L'add-on Postal: Special Delivery est sorti, Août 1998
- La compilation Postal PLUS est sortie, Mai 2000
- RWS annonce le développement de Postal², Février 2002
- RWS annonce que Gary Coleman apparaitra en tant que guest star dans Postal², Mai 2002
- Postal² est sorti mondialement, Avril 2003
- RWS annonce Postal²: Share The Pain, une extension multijoueurs pour Postal², Septembre 2003
- Postal²: Share The Pain est sorti en Amérique du Nord, au Japon, et en Russie, Janvier 2004
- Micro Mouse sort Apocalypse Weekend au Japon, Juillet 2004
- Akella sort Apocalypse Weekend en Russie, Octobre 2004
- Postal² est officiellement banni de Nouvelle-Zélande, Novembre 2004
- Postal²: Share The Pain est sorti sur Mac, Decembre 2004
- Postal²: Apocalypse Weekend est sorti sur Windows, Mai 2005
- RWS sort Postal²: Apocalypse Weekend sur Mac et Linux, Septembre 2005
- RWS passe un accord avec le réalisateur Allemand Uwe Boll pour adapter Postal au cinéma, Octobre 2005
- Postal III est officiellement annoncé, le jeu utilise le Source engine de Valve (Half-Life 2) et est codéveloppé avec le studio Akella en Russie, Octobre 2006
- Le Postal Fudge Pack est sorti, il propose 5 jeux Postal en 1 boitier : Postal; Postal²: Share The Pain; Postal²: Apocalypse Weekend; Eternal Damnation (un Mod fait par des fans); et Week in Paradise (un autre Mod fait par des fans), Novembre 2006
- RWS met en disposition et ce gratuitement sur le net le mode multijoueurs de Postal² mais sans la partie solo, Mai 2008
- RWS annonce que le prochaine guest star à apparaitre dans Postal III sera Randy Jones et que le jeu en contiendra bien d'autres à sa sortie, Juillet 2008
- Postal le film sort en DVD aux États-Unis, Août 2008